# Оцетоая
Оцетоая (рум. Oțetoaia) — село у повіті Васлуй в Румунії. Входить до складу комуни Лунка-Банулуй.
Село розташоване на відстані 288 км на північний схід від Бухареста, 34 км на схід від Васлуя, 77 км на південний схід від Ясс, 129 км на північ від Галаца.

## Населення
За даними перепису населення 2002 року у селі проживали 872 особи, усі — румуни. Усі жителі села рідною мовою назвали румунську.